# Oliver Bundgaard
Oliver Bundgaard, né le 15 juin 2001 à Randers au Danemark, est un footballeur danois qui évolue au poste d'arrière gauche au Viborg FF.

## Biographie

### En club
Né à Randers au Danemark, Oliver Bundgaard est formé par le club de sa ville natale, le Randers FC. En juin 2019, il est promu en équipe première et prolonge son contrat de quatre ans, tout comme Tobias Klysner. Il joue son premier match en professionnel le 4 septembre 2019, lors d'une rencontre de coupe du Danemark face au Kolding IF. Il entre en jeu à la place de Björn Kopplin et son équipe s'impose par quatre buts à zéro. Le 31 mai 2021, il prolonge son contrat avec son club formateur jusqu'en juin 2024,.
Le 27 octobre 2021, Bundgaard inscrit son premier but en professionnel à l'occasion d'une rencontre de coupe du Danemark contre le Middelfart Boldklub (en). Il ouvre le score d'une frappe lointaine et son équipe s'impose par quatre buts à zéro,.
Le 31 août 2022, Filip Bundgaard rejoint le Viborg FF. Il signe un contrat de quatre ans, soit jusqu'en juin 2026 et arrive notamment pour renforcer le poste d'arrière gauche après le départ de Christian Sørensen au FC Copenhague.
Bundgaard marque son premier but pour Viborg dès sa première apparition pour le club, le 4 septembre 2022, lors d'une rencontre de championnat face à l'Odense BK. Titulaire, il marque le but vainqueur de son équipe (1-2 score final).
Le 28 juillet 2023, il marque son deuxième but pour le club face au Lyngby BK, en championnat. Il est titularisé et les deux équipes se neutralisent (2-2 score final).

### En sélection nationale
En 2021, Oliver Bundgaard représente l'équipe du Danemark des moins de 20 ans, jouant deux matchs.

## Vie privée
Oliver Bundgaard est le frère aîné de Filip Bundgaard, lui aussi footballeur professionnel formé au Randers FC.